# Corythaeola
Corythaeola is een geslacht van vogels uit de familie toerako's (Musophagidae).

## Soorten
Het geslacht kent de volgende soort:
- Corythaeola cristata – Reuzentoerako